# Грошов Сергій Леонідович
Сергі́й Леоні́дович Грошов — старший сержант Збройних Сил України, учасник російсько-української війни, який загинув у ході російського вторгнення в Україну в 2022 році. Кавалер ордена «За мужність» II і III ступеня (2022).

## Життєпис
Сергій Грошов народився 2 червня 1983 року в селі Панівціях Кам'янець-Подільського району Хмельницької області, а мешкав у сусідньому селі Калиня, куди переїхали всією родиною. Закінчив загальноосвітню школу в Кульчіївцях. Строкову службу проходив при факультеті військової підготовки Кам'янець-Подільського національного університету імені Івана Огієнка. З початком війни на сході України мобілізований 2014 року. Після року військової служби в складі батальйону «Айдар» Сергій Грошов уклав контракт із ЗСУ у складі 80-ї десантно-штурмової бригади. З початком повномасштабного російського вторгнення в Україну мобілізований до лав ЗСУ та перебував на передовій. Брав участь у боях під Ізюмом. Там зазнав важкого осколкового поранення в голову та впав у кому. Його доставили до столиці у «Феофанію». Однак лікарям не вдалося врятувати захисника. Помер Сергій Грошов 21 вересня 2022 року. Чин прощання із загиблим відбувся 24 вересня 2022 року в рідному селі.

## Родина
У загиблого залишились дружина та четверо дітей.

## Нагороди
- орден «За мужність» II ступеня (28 листопада 2022 року, посмертно) — за особисту мужність і самовіддані дії, виявлені у захисті державного суверенітету та територіальної цілісності України, вірність військовій присязі[5];
- орден «За мужність» III ступеня (04.04.2022) — за особисту мужність і самовіддані дії, виявлені у захисті державного суверенітету та територіальної цілісності України, вірність військовій присязі[6].